# Resef
Resef, dios fenicio de la guerra, aunque también posee otros perfiles, como el de divinidad sanadora. Se le identificó con el griego Apolo, pero también con el propio Melqart. Su presencia en la península ibérica está documentada por algunas representaciones. Su popularidad atestigua que el proceso colonial fenicio no se desarrolló sin violencia. 
- Datos: Q11702827